# Kopito (orodje)
Kopito je navadno lesena priprava podobna spodnjemu delu človeške noge, ki služi za izdelovanje obuval.
Iz besede kopito se je razvila tudi beseda kopitarna, ki pomeni tovarno za izdelavo čevljarskih kopit.